# Еремеев, Евдоким Еремеевич
Евдоким Еремеевич Еремеев (1796—?) — архитектор, академик Императорской Академии художеств.

## Биография
Бывший крепостной Щербатова. Воспитанник и учащийся Императорской Академии художеств (1806—1832). Получил от Императорской Академии художеств малую серебряную медаль (1815) и звание свободного художника (1832) за программу «Проект дачи со всеми принадлежностями». 
Был определён на должность архитектора Воронежской казенной палаты. С 1835 работал помощником архитектора Комиссии для строений в Москве. В 1837 выполнил проект Яузского частного дома в Москве.
Член Комиссии по сооружению храма Христа Спасителя (1838).
Избран в академики (1839) по представленной программе «Театр».
Архитектор московских театров (1840–1842), помощник архитектора К. А. Тона при перестройке Императорского Малого театра.
Известны работы – доходный дом Шландера (Петербург, Жуковского, 10/2, 1852, совместно с А. И. Ланге), проект дачи со службами (1832), проект перестройки главного дома усадьбы Остерман-Толстого (не осущ., 1839).